# La pesca milagrosa (Jordaens)
La pesca milagrosa es una pintura al óleo de alrededor de 1618-1620, del artista flamenco Jacob Jordaens, en la que se representa la pesca milagrosa, un episodio del Nuevo Testamento. Actualmente se encuentra en el Museo de Bellas Artes de Estrasburgo, Francia. Su número de inventario es 618.
Durante mucho tiempo se supuso que la pintura era de Peter Paul Rubens, quien había tratado temas similares que involucraban al pescador Simón Pedro. Wilhelm von Bode lo compró entendiendo que era un Rubens en Londres, en 1911, y el especialista en Rubens Justus Müller-Hofstede confirmó esa atribución en 1969. Solo en 1977 surgió un consenso entre los historiadores del arte de que la pintura es una obra del final del primer período de la larga carrera de Jacob Jordaens. Esto se estableció tanto por motivos compositivos como cromáticos.
El propósito de la pintura nunca ha sido establecido satisfactoriamente. Es demasiado grande para un boceto al óleo y demasiado tosco para un encargo oficial. Puede ser un modelo para un cuadro perdido, de mayor tamaño y más pulido, o para un tapiz. También pudo estar destinado a una predela.

## Temática
La pesca milagrosa muestra una de las características que comenzaron a emerger a lo largo de la carrera de Jordaens, en particular la oposición de luces y sombras. Este es uno de los temas religiosos tratados por Jordaens.
La pintura incluye a siete personas agrupadas alrededor de una red que acabarían de traer a tierra luego de la pesca milagrosa descrita en le recuento bíblico. Se nota una secció donde se escapan un par de peces. En el centro, de rodillas se representa a Simón Pedro, semidesnudo, sosteniendo la red con ambas manos en conversación con otras dos personas masculinas pintadas a la izquierda. En primer plano, a la derecha, una mujer arrodillada sostiene a un niño en brazos. Hacia el fondo, un pescador lleva una cesta con pescados.

## Museo de Bellas Artes
El cuadro ha estado en el Museo de Bellas Artes de Estrasburgo desde la creación del museo, junto con la pintura italiana que ocupaba el centro de la colección. Entre las adquisiciones que completaron este primer conjunto, se encuentran testigos de la difusión del caravaggismo incluyendo San Sebastián cuidado por Irene de Marcantonio Bassetti, o Tobías curando la ceguera de su padre de Gioacchino Assereto.